# Copa Honor Uruguayo
La Copa Honor Uruguayo fue un torneo internacional amistoso de fútbol jugado en Montevideo entre las selecciones de Uruguay y Argentina entre 1911 y 1924.  Era la contrapartida de la Copa Honor Argentino, que se jugó en Buenos Aires.

## Lista de campeones
- 1911:  Uruguay
- 1912:  Uruguay
- 1913:  Uruguay
- 1914:  Uruguay
- 1915:  Argentina
- 1916:  Argentina
- 1917:  Argentina
- 1918:  Uruguay
- 1919:  Uruguay
- 1920:  Uruguay
- 1922:  Uruguay
- 1923:  Argentina
- 1924:  Argentina

## Palmarés
- Uruguay: (8) (1911, 1912, 1913, 1914, 1918, 1919, 1920, 1922).
- Argentina: (5) (1915, 1916, 1917, 1923, 1924).